# عصبون بيني
 العصبونات البينية (والتي تُسمى أيضًا بالعصبونات المتوسطة، عصبونات الارتباط، العصبونات الواصلة، العصبونات الوسيطة أو عصبونات الدائرة العصبية الموضعية) هي فئة واسعة من العصبونات الموجودة في جسم الإنسان والتي تدخل في تركيب الشكبات أو الدوائر العصبية بشكل يتيح من عملية التواصل بين العصبونات الحسية أو الحركية وبينالجهاز العصبي المركزي، بجانب دورها في المنعكسات، والتذبذب العصبي،  والتخليق العصبي في دماغ الثدييات البالغة.
يُمكن تقسيم العصبونات البينية إلى مجموعتين: المحلية والترحيلية، حيث تحتوي العصبونات البينية المحلية على محاور قصيرة وتشكل دوائر عصبية مع العصبوانت القريبة لتحليل أجزاء صغيرة من المعلومات. فيما تحتوي العصبونات البينية الترحيلية على محاور طويلة وتربط الدوائر العصبية في منطقة ما من الدماغ بتلك الموجودة في مناطق أخرى  ويسمح التفاعل بين العصبونات البينية في الدماغ بأداء وظائف معقدة مثل التعلم، واتخاذ القرارات.

## التركيب
يحتوي الجهاز العصبي المركزي، ومنه المخ، على العديد من العصبونات البينية بعكس الجهاز العصبي المحيطي، وتُمثل العصبونات البينية الموجدة في القشرة المخية الحديثة (التي تشكل حوالي 80 ٪ من الدماغ البشري) ما يقرب من 20-30 ٪ من إجمالي العصبونات. ويعيق عدم القدرة على عزل مجموعات الخلايا المولودة في أوقات مختلفة لتحليل التعبير الجيني من قابلية التحقيق في التنوع الجزيئي للعصبونات. حيث أن أحد الوسائل الفعالة لتحديد العصبونات البينية هو تاريخ ميلادها العصبي. يمكن تحقيق ذلك باستخدام نظائر النيوكليوسيد مثل EdU.

## الوظيفة
تُعتبر العصبونات البينية الموجودة في الجهاز العصبي المركزي هي في المقام الأول عصبونات مثبطة تستخدم الناقل العصبي حمض الغاما-أمينوبيوتريك أو الجلايسين، بالرغم من وجود عصبوانت بينية محفزة تستخدم حمص الجلوتاميك. تتمثل الوظيفة الرئيسية للعصبونات البينية في توفير دوائر عصبية، وإيصال تدفق الإشارات أو المعلومات بين العصبوانت العصبية الحسية والحركية. [بحاجة لمصدر]